# Реактивен лак
Реактивен лак или двукомпонентен лак  е лак, който се втвърдява не чрез изсъхване, а посредством химическа реакция. Изисква задължително смесване с втвърдител.

## Състав
Реактивният лак се състои от смоли, които са относително нискомолекулярни, в повечето случаи течни продукти на кондензиране, които могат да станат твърди дуропластмаси. Наименованието „Реактивен лак“ се използва както за изходния течен полуфабрикат, така и за крайния твърд продукт.

### Приготвяне
За приготвянето на лаковете се използва следната реакция:
n · H2N—CO—NH2 + n · O=CH2 ——> [—HN—CO—NH—CH2—]n + 2n-1 · H2O

n · Киселина + n · Формалдехид ——> Част от веригата на лака + 2n-1 · Вода
Друг вид е полиуретановия реактивен лак.

### Употреба
Използва се за лакиране на дървени плоскости, подови настилки и др. с висок гланц, твърдост и устойчивост на износване.